# My Future
My Future is een single van de Amerikaanse zangeres Billie Eilish, uitgebracht op 30 juli 2020. Het nummer zal op Eilish' tweede studioalbum Happier than Ever staan. Billie schreef het nummer samen met haar broer Finneas, die de productie van het nummer verzorgde. Het nummer dat invloeden vanuit de jazz en soul bevat, gaat over het Eilish' verleden en haar kijk op de toekomst.
Het nummer kwam meteen binnen op 6 in de Amerikaanse Billboard Hot 100. In België en Nederland werd al een top 30 positie behaald voor het nummer. De bijhorende videoclip van My Future kwam op dezelfde dag uit als het nummer en is volledig geanimeerd.